# High Bridge (New York)
De High Bridge is een stalen boogbrug, oorspronkelijk uit 1848, in New York tussen The Bronx en het noordeinde van Manhattan. Het is de oudste nog in gebruik zijnde brug in New York City. Ze is nu een brug voor voetgangers en fietsers over de Harlem.
Oorspronkelijk werd de brug gebouwd als Aqueduct Bridge, een onderdeel van het Croton Aqueduct, watervoorziening voor de stad New York, die hoewel al ontlast door aanvullende voorzieningen later in de 19e eeuw toch nog in gebruik was tot 1955. Initieel was het een stenen boogbrug met 16 bogen, ontworpen door ingenieur John B. Jervis. Vanaf 1864 werd voetgangers toegelaten ook over de brug de Harlem te kruisen. De vijf bogen die de waterweg van de Harlem River overbrugden met pijlers in de rivier werden in 1920 als een probleem voor de scheepvaart ervaren. Tegen de plannen de brug volledig af te breken en vernieuwen kwam protest, en in 1927 werd een compromis bereikt waarbij in 1928 enkel de vijf bogen boven het water vervangen werden door een enkele stalen boogbrugconstructie. De brug werd gesloten voor alle verkeer van in de jaren zestig in de 20e eeuw. Van 2009 tot 2015 volgde een restauratie, en op 9 juni 2015 heropende de brug voor voetgangers en fietsers. De brug wordt beheerd en onderhouden door het New York City Department of Parks and Recreation.
In Manhattan termineert de brug in het Highbridge Park in Washington Heights, in The Bronx ligt het brughoofd in de wijk Highbridge, in beide boroughs dus naar de brug vernoemd.